# Охранная сигнализация

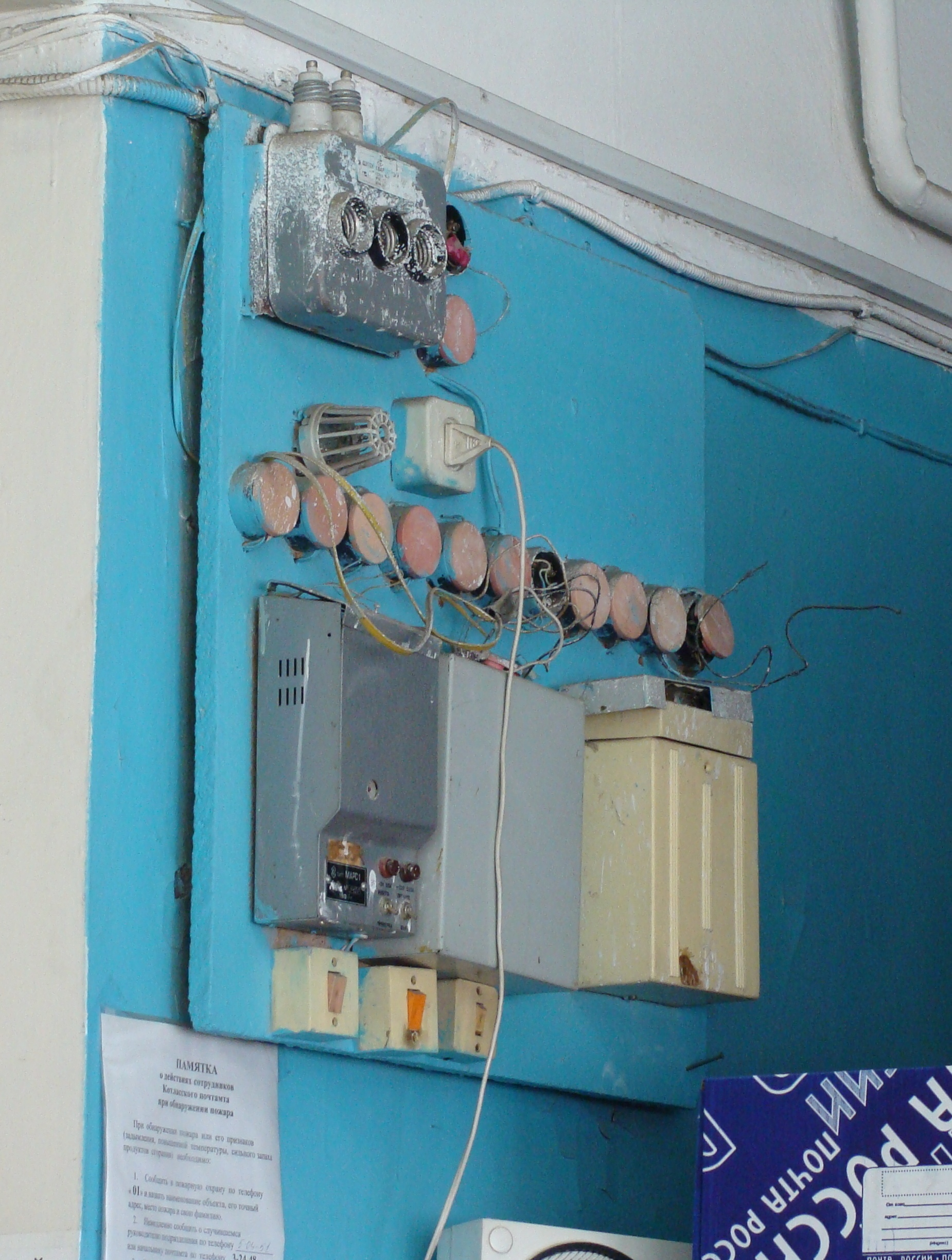
Приборы приемно-контрольные охранной сигнализации советского образца

Охранная сигнализация — тревожная сигнализация, обнаруживающая попадание (или попытку попадания) на охраняемый объект и извещения о попытке такого попадания заинтересованным лицам. Сигналы классифицируются на тревожные и служебные. Тревожный сигнал передает сведения о проникновении, а служебные — о передаче или снятии объекта с охраны.
Охранная сигнализация является иерархической системой с малой интенсивностью процессов контроля и управления, что позволяет обслуживать большое количество объектов одним оператором. Охранная сигнализация использует технологии телемеханики (телесигнализации), в том числе и при передаче сигналов только на близкие расстояния — из-за опасности для человека контроллируемых процессов.

## Терминология

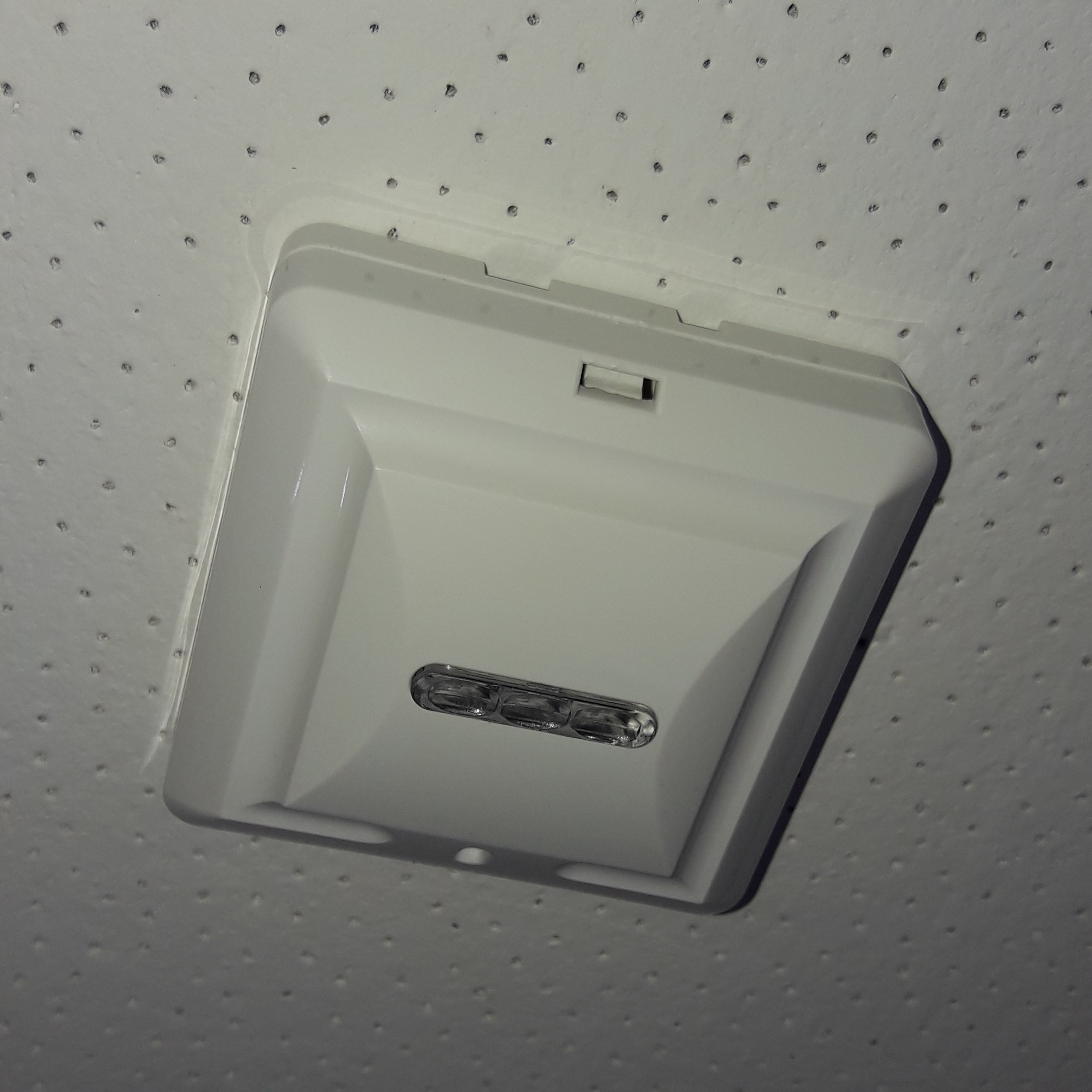
Извещатель разбития стекла ИО 329-4 Стекло-3

Исторически сложились различия в терминологии:51,52 для объектов народного хозяйства (объектов экономики), охранявшихся вневедомственной охраной, и специальных объектов (например, атомных:3):
- охранная сигнализация — комплекс технических средств охранной сигнализации;[6]:53
- прибор приёмно-контрольный (ППК) — система сбора и обработки информации (ССОИ),[6]:61
- шлейф — канал;[6]:99
- извещатели — средства обнаружения.[6]:53

В России в рамках стандартизации установлены общие термины для систем охраны и безопасности, за исключением режимных объектов ядерной энергетики.
Для ядерных материалов и ядерных установок международным договором установлен термин физическая защита, включающий постоянное наблюдение охраны или электронных приборов. В рамках физической защиты постановлением правительства РФ установлен термин: система охранной сигнализации — совокупность средств обнаружения, тревожно-вызывной сигнализации, системы сбора, отображения и обработки информации.
В России законом «О безопасности объектов топливно-энергетического комплекса» установлено понятие инженерно-технические средства охраны, включающее технические средства охраны и инженерно-технические средства защиты.

## История
В 1922 году Ленину были продемонстрированы образцы оборудования: электронный музыкальный инструмент терменвокс и охранная сигнализация аналогичного устройства.
Заинтересовавшись изобретениями, Ленин в письме наркомвоенмору Льву Троцкому от 4 апреля 1922 года писал:

Обсудить, нельзя ли уменьшить караулы кремлёвских курсантов посредством введения в Кремле электрической сигнализации? (Один инженер, Лев Сергеевич Термен, показывал нам в Кремле свои опыты…)
— Коммерсантъ-Власть
Сигнализация, основанная на данном принципе, изготовлялась в мастерских Государственного физико-технического рентгенологического института и использовалась в Гохране, Скифском зале Эрмитажа, Госбанке.

## ССОИ (ППК)
Тревожные сигналы от средств обнаружения необходимо передавать в определенные помещения, где находится служба охраны. Необходимо с достаточной точностью указывать место проникновения нарушителя. Для этого необходимы технические средства, которые могут оперативно осуществлять сбор, передачу, обработку, отображение и документирование информации. Такие технические средства должны обеспечивать вывод сигналов от средств обнаружения в форме, доступной для восприятия человеком.:90

## Датчики тревоги

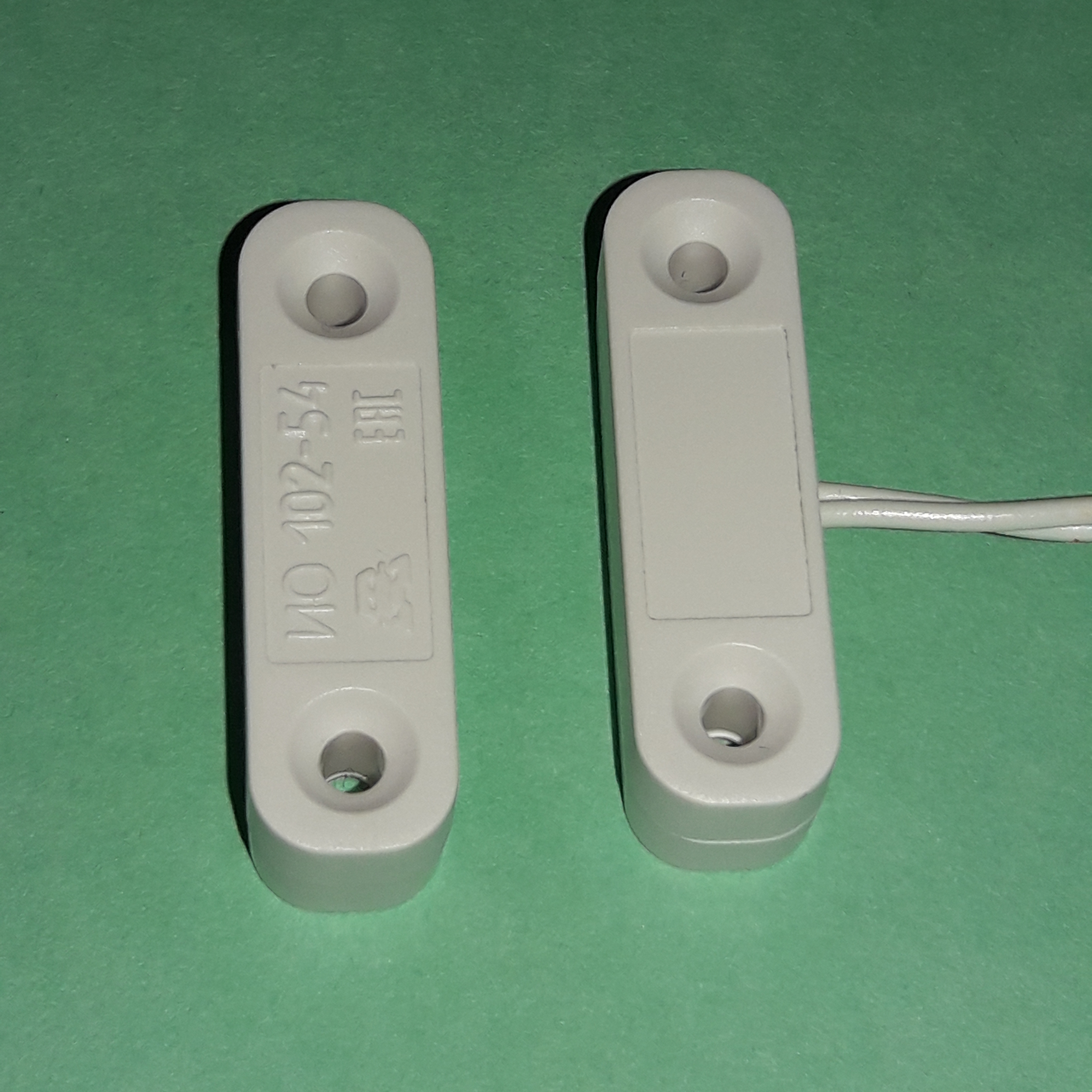
Охранный магнитоконтактный извещатель

Средства обнаружения являются основной частью охранной сигнализации.:16
Средство обнаружения — механическое реле, предназначенное для формирования сигнала тревоги при появлении объекта обнаружения в зоне обнаружения. В качестве синонима используют термины датчик, детектор, извещатель, сигнализатор, средство охранной сигнализации. Термин средство обнаружения более широкое понятие, чем охранный извещатель, так как предусматривает обнаружение любого объекта, а не только человека-нарушителя.:6 В англоязычной литературе используют термин детектор присутствия (occupancy detector) и движения объектов (motion detector).:251 При обнаружении происходит выделение объекта среди окружающего фона и отнесение его к классам объектов, представляющих интерес. Автоматическое обнаружении объекта происходит в результате обнаружение полезного сигнала на фоне помех. Обнаружение объекта на фоне местности, воды, окружающих предметов происходит за счет оптической, тепловой (инфракрасной), радиолокационной и магнитной контрастности объектов. Например, для пассивных инфракрасных оптико-электронных извещателей температурным контрастом является разница между температурой нарушителя и температурой фона. Как пассивные, так и активные оптико-электронные извещатели для обнаружения объектов используют оптическую контрастность.:264
Средство обнаружения состоит из чувствительного элемента, преобразующего воздействие от объекта обнаружения в электрический сигнал, и блока обработки, анализирующего сигнал чувствительного элемента и формирующего сигнал тревоги.:6 Для отдельных типов средств обнаружения (например, с чувствительным электромеханическим элементом) блок обработки не требуется.:11
В качестве чувствительных элементов используют как специально изготовленные для средств обнаружения датчики, так и приспособленные изделия: герконы, кабели и т. д.:18

## Типы охранных сигнализаций

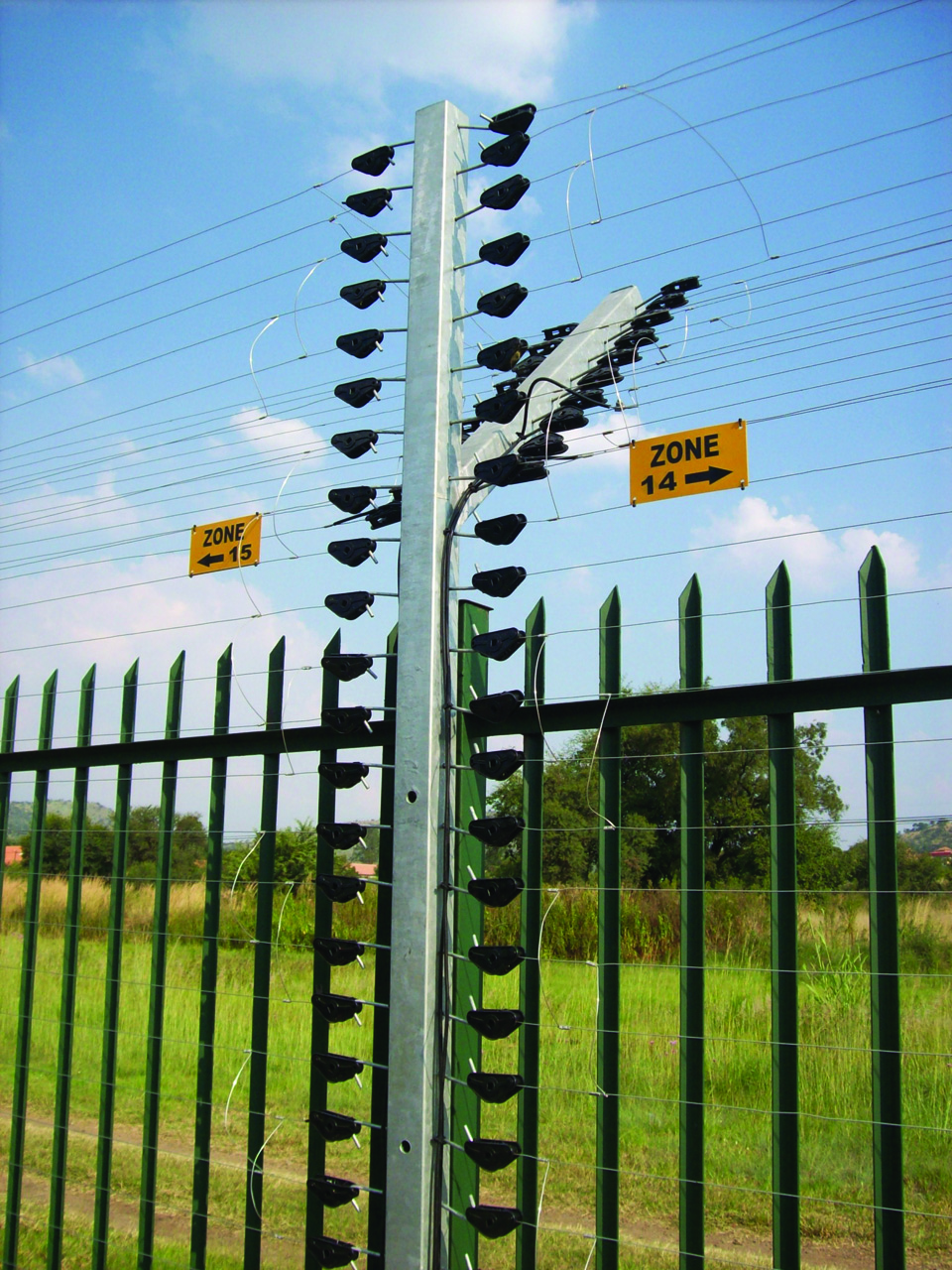
Технические средства охраны периметра

Выделяют следующие типы систем охранных сигнализаций:
- Автономная охранная сигнализация — активизирует прожекторы и включает сирену при появлении внештатного события.
- Пультовая охранная сигнализация — передает информацию о возникновении внештатной ситуации оператору на пульт управления. Считается надежной благодаря использованию оперативных каналов связи для вызова мобильной группы охраны на проблемный объект.
- GSM охранная сигнализация — представляет собой стандартный автономный комплект приборов, но с дополнительной функцией автодозвона по мобильной сети на номера владельцев.
- Сигнализация с подключением к телефонной линии.

## Защита
Охранная сигнализация не даёт гарантии от проникновения, однако существенно снижает её за счет световых и звуковых эффектов. Основная задача состоит в быстром оповещении владельцев имущества или специальной службы о возникновении чрезвычайного происшествия, с целью оперативного реагирования и вмешаться в ситуацию, с целью предотвратить проникновение и обеспечения личной безопасности и защиты имущества. К моделям высшей ценовой категории возможно подключение GSM модуля с возможностью управления функциями сигнализации с сотового телефона.